# Ketris
Ketris (románul Chetriș) település Romániában Bákó megyében.

## Fekvése
Ketris a Szeret folyó bal partján található település. A falu nyugatról a trunki víztározó határolja, amelyet 1983-ban hoztak létre.
A település Bákótól 10 km-re délre található. A falutól északra, 1 km-s távolságra Tamás, délre Diószén, délnyugatra mintegy 5 km-s távolságra Trunk és keletre tőle mintegy 7 km-re Horgyest falu található.

## Történelme
A településre a XV. század táján érkeztek az első telepesek, akik főként a Székelyföldről érkeztek ide. A XIX. század elejéig tiszta katolikus falu volt, a románok a XIX. században kezdtek betelepülni. Ortodox temploma 1833-ban épült. Ezt később lebontották, majd 1953-ban épült fel az új templom.
A településen 1986-tól önálló római-katolikus parókia működik.

## Megélhetés
A lakosság fő megélhetési forrása a mezőgazdaság, főként búzát és kukoricát termesztenek. Ezenkívül szőlőtermesztéssel is foglalkoznak.
A faluban egy fafeldolgozó üzem is működik.

## Lakossága
A településnek 750 lakosa volt 2002-ben. Ebből 505 fő volt római-katolikus, melyből Tánczos Vilmos becslése szerint kb. 100-an beszélik a magyar nyelvet. Ennek ellenére az egész Tamás községben mindössze 20-an vallották magukat magyar és 6-on csángó nemzetiségűnek.